# Protoneura capillaris
Protoneura capillaris – gatunek ważki z rodziny łątkowatych (Coenagrionidae). Endemit Kuby.